# Wynne (Arkansas)
Pour les articles homonymes, voir Wynne.
Wynne est une ville américaine, siège du comté de Cross, dans l’Arkansas. Lors du recensement de 2000, sa population s'élevait à 8 615 habitants.

## Démographie
| 1890 | 1900  | 1910  | 1920  | 1930  | 1940  | 1950  | 1960  |
| ---- | ----- | ----- | ----- | ----- | ----- | ----- | ----- |
| 565  | 1 629 | 2 353 | 2 933 | 3 505 | 3 633 | 4 142 | 4 922 |

| 1970  | 1980  | 1990  | 2000  | 2010  | - | - | - |
| ----- | ----- | ----- | ----- | ----- | - | - | - |
| 6 696 | 7 927 | 8 187 | 8 615 | 8 367 | - | - | - |

## Source
- (en) Cet article est partiellement ou en totalité issu de l’article de Wikipédia en anglais intitulé « Wynne, Arkansas » (voir la liste des auteurs).